# Den Bi3r
Den Bi3r is een Belgisch bier van hoge gisting.
Het bier wordt sinds 2009 gebrouwen in Huisbrouwerij Den Tseut te Oosteeklo.
Het is een goudblonde tripel met een alcoholpercentage van 9,5%. Behalve gerstemout wordt ook rogge gebruikt en een bitterheid van 35 EBU wordt bereikt door middel van dryhopping.
Den Mulder ·
Den Tseut ·
Den Bi3r ·
Bras ·
Den Krulsteirt ·
Den Drupneuze ·
Belle Cies ·
Hoppesnoet